# Welaiți
Welaiții (în gî'îz ወላይታ; Wolaytta) sunt un grup etnic situat în sudul Etiopiei. Conform celei mai recente estimări (2017), welaiții numărau 2,4 milioane în zona Welayta, sau 2,31 la sută din populația țării, dintre care 289.707 locuiesc în orașe. Limba poporului, numită în mod similar wolaytta, aparține ramurii omotice a familiei de limbilor afro-asiatice. În ciuda populației lor reduse, wolaiții au influențat pe scară largă muzica națională, dansul și cultura din Etiopia.